# Everest: A Climb for Peace
Pour plus de détails, voir Fiche technique et Distribution.
Everest: A Climb for Peace est un film documentaire américain (1997) narré par Orlando Bloom et soutenu par le Dalaï-lama.

## Synopsis
Le film documentaire porte sur neuf alpinistes. Ensemble, ils grimpent les plus hauts sommets du monde pour la paix, la guerre l'esprit d'entraide humaine.
Tourné par le Everest Peace Project dans plusieurs pays dont le Népal, le Tibet, Israël, la Palestine, la Jordanie, les Émirats arabes unis et aux États-Unis, le film raconte le voyage de neuf alpinistes provenant de différentes cultures et confessions religieuses. Ensemble, ils grimpent les plus hauts sommets du monde pour la paix, la guerre l'esprit d'entraide humaine.
Cependant, l'accent est mis sur le Palestinien Ali Bushnaq et les Israéliens Dudu Yifrah et Micha Yaniv. Ils mettent de côté leurs différences pour forger la coopération et le travail d'équipe afin de grimper les plus hauts sommets du monde.

## Distinctions
Narré par Orlando Bloom sur la musique des compositeurs Israélien Yuval Ron et canadien Erik Mongrain, le film a reçu l'appui de plusieurs organisations mondiales et de plusieurs personnalités en 2007, dont l'Organisation des Nations unies, le Centre Peres pour la paix, le Mouvement One Voice, le Dalaï-lama, Dennis Kucinich, Gavin Newsom, etc.. Le film fut sélectionné par plusieurs festivals de films dans le monde : Istanbul Monntain (décembre 2007), Himalayan Mountain (festival aux Pays-Bas, février 2008), Flagstaff Mountain (mars 2008) et le Eilat International (mai 2008).

## Fiche technique
- Titre : Everest: A Climb for Peace
- Réalisation : Lance Trumbull
- Scénario : Billy D. Marchese et Jill Sharer
- Photo : Brad Clement
- Musique : James T. Sale, Yuval Ron, Erik Mongrain
- Genre : Film documentaire.
- Durée : 63 minutes
- Pays : États-unis
- Langue : Anglaise
- Producteur : David M. Call, Billy Marchese, Lance Trumbull, Lisa Tauscher et Laticia Headings
- Format : Format 35 mm